# Ammari
Ammari è un comune dell'Algeria, situato nella provincia di Tissemsilt.